# Medan regnbågen bleknar
Medan regnbågen bleknar is een boek van Peter Pohl. Het gaat over Micke, en zijn zoektochten en verlangens.
Medan regnbågen bleknar is oorspronkelijk gepubliceerd in 1989. In 1991 verscheen de Noorse vertaling, Mens regnbuen blekner, en in 1994 de Duitse vertaling, Während der Regenbogen verblasst. Er is geen Nederlandse vertaling.
Medan regnbågen bleknar is deel drie van de regenboogserie. De ervaringen van Micke zijn waarschijnlijk voor een belangrijk deel autobiografisch. Het is het vervolg op De regenboog heeft maar acht kleuren.